# Koop Tjuchem
Koop Tjuchem is een voormalig Nederlands bouwbedrijf, vooral bekend door de vermeende rol die het bedrijf speelde in het bouwfraudeschandaal dat in 2001 losbarstte. Het vormde onderdeel van bouwonderneming Koop Groep.
Koop Tjuchem werd gevestigd door de Groningse ondernemer Henk Koop, die het bedrijf vernoemde naar het dorp Tjuchem waar hij vandaan kwam. Het bedrijf ontwikkelde zich in de jaren 1980 tot een van de grootste wegenbouwbedrijven van Nederland. Koop Tjuchem was vooral actief in Noord-Nederland en Noord-Holland. Het bedrijf kreeg begin jaren 1990 ook een meerderheidsbelang in de ontwikkelingsmaatschappij van Groningen Airport Eelde, dat het bedrijvenpark rond het vliegveld ontwikkelde.
Koops vermogen werd geschat op 140 miljoen euro.  In 1996 werden vijf mannen door de politie aangehouden omdat ze van plan zouden zijn geweest om Koop te ontvoeren en losgeld te eisen, ze werden later vrijgelaten wegens gebrek aan bewijs. In 1997 liet hij een reusachtig standbeeld van Lenin uit de Duitse plaats Merseburg halen en op het erf van zijn bedrijf in Tjuchem neerzetten, naar eigen zeggen als waarschuwing tegen het communisme.
Het moederbedrijf Koop Groep had een jaaromzet van bijna 1 miljard euro en ongeveer 4900 werknemers, waarvan 2700 in Nederland. In 2004 kocht een groep investeerders rond Philips-topman Cor Boonstra voor 50,6 miljoen euro een meerderheidsbelang van 50,1 procent in Koop Holding. Koop zelf behield de resterende 49,9 procent.
Koop Tjuchem werd in 2006 opgeheven toen de Koop Groep haar wegenbouwdivisie (Koop GWW), waaronder Koop Tjuchem, aan de Vervat Groep verkocht. Met deze aankoop verdrievoudigde de Vervat Groep haar omzet tot 300 miljoen euro en groeide uit tot een van de grootste wegenbouwers van Nederland. De wegenbouwdivisie van Koop ging door onder de naam MNO Vervat, maar van Koop Tjuchem werden alleen de activa overgenomen.

## Bouwfraudeschandaal
In november 2001 onthulde het televisieprogramma Zembla illegale prijsafspraken tussen bouwbedrijven in Nederland bij opdrachten van de overheid. De voormalige technisch directeur van Koop Tjuchem, Ad Bos, toonde een schaduwboekhouding over de periode 1988-1998. Daaruit bleek dat de bouwwereld op grote schaal verboden prijsafspraken maakte.
De onthulling van de schaduwboekhouding van Koop Tjuchem leidde tot een parlementaire enquête in 2002, die zich naast de verboden prijsafspraken ook op vermeende omkoping van ambtenaren richtte. Hieruit bleek dat het bedrijf miljoenen euro's naar het buitenland sluisde, hoewel Henk Koop ontkende dat het om witwassen ging. Ook betaalde Koop Tjuchem geld om pijpleidingen aan te leggen in verschillende landen, waaronder Rusland, Indonesië en Nigeria.
Naar aanleiding van de bouwfraude verrichtte Justitie tientallen arrestaties, waaronder Henk Koop en Fred Veerman. Ook de klokkenluider, Ad Bos, werd gearresteerd omdat hij als technisch directeur van Koop Tjuchem een ambtenaar van Rijkswaterstaat zou hebben omgekocht met golfreisjes en een bezoek aan bordeel Yab Yum.
Henk Koop en Fred Veerman werden beide in hoger beroep van alle aanklachten vrijgesproken. Klokkenluider Ad Bos werd in eerste instantie veroordeeld tot een voorwaardelijke gevangenisstraf voor het omkopen van een ambtenaar. In hoger beroep werd het Openbaar Ministerie in de zaak tegen Bos niet-ontvankelijk verklaard wegens een ernstige schending van de rechten van de verdachte; de betrokken ambtenaar van Rijkswaterstaat werd wel veroordeeld.

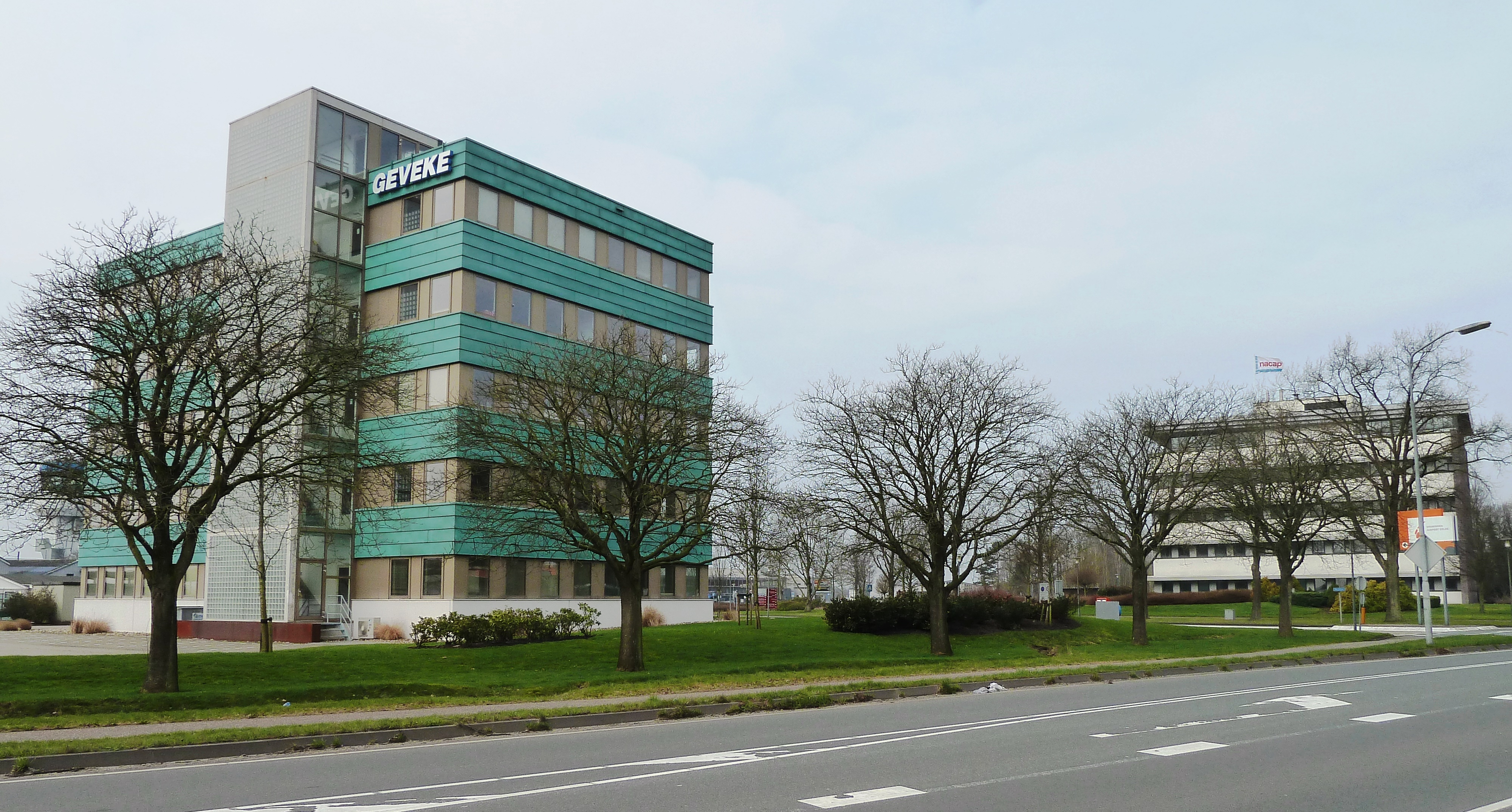
Koops voormalige dochterondernemingen Geveke en Nacap (Nederlandse Aannemers Combinatie Aanleg Pijpleidingen) op Airpark Eelde bij de ingang van luchthaven Eelde